# هریتیج کریک (کنتاکی)
هریتیج کریک (به انگلیسی: Heritage Creek) شهری در ایالت کنتاکی کشور ایالات متحده آمریکا است که جمعیت آن در سرشماری سال ۲۰۱۰ میلادی، ۱٬۰۷۶ نفر بوده‌است.